# 69261 Philaret
69261 Philaret este o planetă minoră (asteroid), cu un diametru de 7,087 km, din centura de asteroizi. A fost descoperită pe 23 decembrie 1982 la Naucine de Lyudmila Karachkina⁠(d) și a fost numită după Filaret⁠(d). 
Obiectul prezintă o orbită caracterizată de o semiaxă mare de 2,6721921396751 UAi, o excentricitate de 0,26, o înclinație de 11,8 ° în raport cu ecliptica.